# Kahinda (Sénégal)
Pour les articles homonymes, voir Kahinda (homonymie).
Kahinda est un village du Sénégal situé en Basse-Casamance. Il fait partie de la communauté rurale d'Oukout, dans l'arrondissement de Loudia Ouoloff, le département d'Oussouye et la région de Ziguinchor.
Lors du dernier recensement (2002), la localité comptait 260 habitants et 36 ménages.